# 阿萊克斯·科爾比謝
阿萊克斯·科爾比謝（英語：Alex Corbisiero；1988年8月30日—）是一位英格蘭橄欖球運動員。他是英格蘭國家橄欖球隊的一員，代表英格蘭參加了2011年世界盃橄欖球賽。